# Lolo (Vavaʻu)
Lolo ist eine kleine, unbewohnte Insel in der tonganischen Inselgruppe Vavaʻu.

## Geographie
Das Motu liegt am östlichsten Riffsaum, als südlichste Insel der Riffkrone zusammen mit ʻUmuna Island und Kenutu. Im Westen liegt Ofu Island im nächsten Riffsaum.

## Klima
Das Klima ist tropisch heiß, wird jedoch von ständig wehenden Winden gemäßigt. Ebenso wie die anderen Inseln der Vavaʻu-Gruppe wird Lolo gelegentlich von Zyklonen heimgesucht.